# 2002年5月中国大陆

## 5月7日
- 中国北方航空6136号班机在大连周水子国际机场附近坠海，机上共有乘客103人和机组人员9人全部遇难[1]。

## 5月8日
- 5名朝鲜北逃人士企图闯入日本驻沈阳领事馆，被中国武警阻拦，引发中日外交冲突。

## 5月15日
- 纪念中国共产主义青年团成立八十周年大会举行，中国共产党中央委员会总书记江泽民在会上讲话[2][3]。

## 5月31日
- 中共中央总书记江泽民在中央党校省部级干部进修班毕业典礼上发表讲话。指出：“三个代表”同马克思列宁主义、毛泽东思想和邓小平理论一脉相承，反映了当代世界和中国的发展变化对党和国家工作的新要求。贯彻“三个代表”要求，关键在坚持与时俱进，核心在保持党的先进性，本质在坚持执政为民[4][5]。